# Piper PA-32R Lance/Saratoga
Il Piper PA-32R, inizialmente chiamato Lance e poi Saratoga è un aereo monomotore ad alte prestazioni sviluppato dalla Piper Aircraft.

## Storia

### Sviluppo
Il Piper PA-32R nasce come evoluzione del PA-32 Cherokee Six con l'aggiunta del carrello di atterraggio retrattile con il nome di Piper PA-32R Lance.
L'introduzione dell'ala rastremata portò alla rinomina del modello in Saratoga nel 1980.

### Tecnica
Il Piper Saratoga si presenta come un aereo in configurazione ad ala bassa di tipo rastremato con un motore a pistoni posto sulla punta dell'aeroplano collegato ad un'elica traente tripala.
Il carrello è triciclo anteriore di tipo retrattile dotato di ammortizzatori.

## Versioni
PA-32R-300
Nominato Piper Cherokee Lance, fu la versione iniziale della serie PA-32R (con carrello retrattile). Il primo tipo, in produzione nel 1976, possedeva un impennaggio convenzionale mentre i modelli prodotti successivamente, nel 1977 e 1978, adottarono una configurazione a T.
PA-32RT-300
Versione ufficializzata come Lance II mantenendo l'impennaggio a T..
PA-32RT-300T
Questa versione, chiamata Turbo Lance II, era implementata con motori dotati di turbocompressori.
PA-32R-301
Il modello Saratoga SP, introdotto nel 1980, ritorna alla configurazione convenzionale di impennaggio.
Nel 1993, a seguito di diversi miglioramenti ad estetica, avionica e sistemi, la versione viene rinominata Saratoga II HP.
PA-32R-301T
Nel 1980 venne inoltre creata la versione con motori dotati di turbocompressori del Saratoga SP, chiamata Turbo Saratoga SP. Nome e versione sono rimasti gli stessi fino al 1996, nonostante i molteplici miglioramenti apportati.
Un nuovo nome, Saratoga II TC, venne assegnato nel 1997, con l'installazione dei motori Lycoming TIO-540-AH1A.
Diversi aggiornamenti dell'avionica sono stati portati avanti dal 1997, giungendo all'installazione del Garmin G1000 nel 2007.
EMB-721C Sertanejo
Versione del PA-32R-300 e del PA-32RT-300 costruita su licenza da parte della Embraer.
EMB-721D Sertanejo
Versione del PA-32-301 costruita su licenza da parte della Embraer.

### Specifiche tecniche
|                              | PA-32RT-300 Lance II             | PA-32R-301 Saratoga SP & II HP    | PA-32-301T Saratoga II TC         |
| ---------------------------- | -------------------------------- | --------------------------------- | --------------------------------- |
| Passeggeri                   | 6                                | 6                                 | 6                                 |
| Equipaggio                   | 1                                | 1                                 | 1                                 |
| Lunghezza                    | 8,44 m                           | 8,23 m                            | 8,23 m                            |
| Apertura alare               | 9,99 m                           | 11,02 m                           | 11,02 m                           |
| Superficie alare             | 16,2 m²                          | 16,6 m²                           | 16,6 m²                           |
| Altezza                      | 2,90 m                           | 2,59 m                            | 2,59 m                            |
| Peso a vuoto                 | 912 kg                           | 1 072 kg                          | 1 118 kg                          |
| Peso massimo al decollo      | 1633 kg                          | 1633 kg                           | 1633 kg                           |
| Raggio massimo               | 865 nm (1 600 km)                | 740 nm (1 370 km)                 | 948 nm (1 756 km)                 |
| Velocità massima di crociera | 293 km/h (158 kt)                | 302 km/h (163 kt)                 | 324 km/h (175 kt)                 |
| Quota di tangenza            | 14 600 ft (4 450 m)              | 15 590 ft (4 752 m)               | 20 000 ft (6 096 m)               |
| Motori                       | 1 x Textron Lycoming IO-540-K1G5 | 1 x Textron Lycoming IO-540-K1G5D | 1 x Textron Lycoming TIO-540-AH1A |
| Potenza per motore           | 300 hp (225 kW)                  | 300 hp (225 kW)                   | 300 hp (225 kW)                   |

## Incidenti
- John F. Kennedy Jr., sua moglie Carolyn Bessette e sua cognata Lauren Bessette morirono il 16 luglio 1999 a bordo di un Saratoga che si schiantò nell'Oceano Atlantico al largo della costa di Martha's Vineyard, a causa del disorientamento spaziale[13][14].